# جيمس سكوت (لاعب كرة قدم أمريكية)
جيمس سكوت (بالإنجليزية: James Scott)‏ هو لاعب كرة قدم أمريكية ولاعب كرة قدم كندية أمريكي، ولد في 28 مارس 1952 في لونغفيو في الولايات المتحدة.

## وصلات خارجية
- جيمس سكوت على موقع مرجع كرة القدم المحترفة.كوم (الإنجليزية)